# 山内のぞみ
山内 のぞみ（やまうち のぞみ）は日本の漫画家。
『別冊フレンド』（講談社）を中心に活動している女流漫画家。作品の大半がラブコメを中心とする作風であり、ちょっとエッチな内容のモノもある。また、ライトノベルの原作もしくは挿絵も手掛けている。

## 代表作
- 放課後ホスト
- ゆれるオモイ
- ぜったい幸せになるH
- ヴァージンズ　純愛100パーセント
- 羽のないボクら
- プチカレ
- 料理の国の王子様（料理家:有坂翔太・監修）

| スタブアイコン | サブスタブ | この項目は、まだ閲覧者の調べものの参照としては役立たない、漫画家・漫画原作者に関連した書きかけの項目です。この項目を加筆・訂正などしてくださる協力者を求めています（P:漫画/PJ:漫画家）。 |